# Mitry-Mory (kanton)
Mitry-Mory (fr. Canton de Mitry-Mory) – francuska jednostka administracyjna położona w okręgu Meaux w departamencie Sekwana i Marna (region Île-de-France).

## Historia
Kanton Mitry-Mory powstał z kantonu Claye-Souilly na mocy dekretu z 27 stycznia 1982 ze względu na silny wzrost liczby ludności regionu.
W wyniku redystrybucji kantonów w 2014 roku doszło do przetasowania granic terytorialnych kantonu. Liczba gmin w kantonie wzrasta z 13 do 19.

## Podział administracyjny
W wyniku reorganizacji francuskiego kantonu, która weszła w życie w marcu 2015 r., kanton powiększył się z 13 do 19 gmin:

- Compans
- Dammartin-en-Goële
- Juilly
- Longperrier
- Marchémoret
- Mauregard
- Le Mesnil-Amelot
- Mitry-Mory
- Montgé-en-Goële
- Moussy-le-Neuf
- Moussy-le-Vieux
- Nantouillet
- Othis
- Rouvers
- Saint-Mard
- Saint-Pathus
- Thieux
- Villeneuve-sous-Dammartin
- Vinantes